# Covington (Louisiana)
Covington is een plaats (city) in de Amerikaanse staat Louisiana, en valt bestuurlijk gezien onder St. Tammany Parish.

## Demografie
Bij de volkstelling in 2000 werd het aantal inwoners vastgesteld op 8483.
In 2006 is het aantal inwoners door het United States Census Bureau geschat op 9692, een stijging van 1209 (14.3%).

## Geografie
Volgens het United States Census Bureau beslaat de plaats een oppervlakte van
17,9 km², waarvan 17,6 km² land en 0,3 km² water. Covington ligt op ongeveer 6 m boven zeeniveau.

## Plaatsen in de nabije omgeving
De onderstaande figuur toont nabijgelegen plaatsen in een straal van 28 km rond Covington.